# Wasmannia sigmoidea
Wasmannia sigmoidea (лат.) — вид мелких муравьёв рода Wasmannia из подсемейства мирмицины.

## Распространение
Центральная и Южная Америка: Бразилия, Венесуэла, Коста-Рика, Пуэрто-Рико, Французская Гвиана.

## Описание
От близких видов отличается узкими усиковыми бороздками, изогнутыми или булавовидными щетинками спинной стороны мезосомы; направленными вверх проподеальными шипиками заднегруди (близок к более мелкому виду Wasmannia rochai, у которого голова более короткая и проподеальные шипики направлены назад).
Мелкий муравей длиной 2-3 мм, желтовато-коричневой окраски. Рабочие мономорфные. Лобные кили развиты, идут назад за линию глаз, почти до затылочного края. Проподеум с парой длинных шипиков. В глазах более 10 фасеток. В жвалах 5 и менее зубчиков. Усики самок и рабочих 11-члениковые, булава из 2 члеников (усики самцов состоят из 13 сегментов, булава не развита). Нижнечелюстные щупики 3-члениковые, нижнегубные щупики состоят из 2 сегментов. Стебелёк между грудкой и брюшком состоит из двух члеников: петиолюса и постпетиолюса (последний четко отделен от брюшка), жало развито, куколки голые (без кокона).